# Idaea speciosa
Idaea speciosa là một loài bướm đêm trong họ Geometridae.